# Ezri Konsa
Pour les articles homonymes, voir Konsa.
Ezri Konsa, né le 23 octobre 1997 à Newham, est un footballeur international anglais qui évolue au poste de défenseur à Aston Villa.

## Biographie

### En club

#### Charlton Athletic
Konsa commence sa carrière avec le club de Senrab avant de rejoindre Charlton Athletic à l'âge de 11 ans. Il signe son premier contrat professionnel « à long terme » le 11 décembre 2015,. Huit jours plus tard, il est appelé pour la première fois  en équipe première pour un match de championnat contre Burnley et reste sur le banc sans entrer en jeu lors de la défaite 4-0. Konsa est remplaçant non utilisé à une autre occasion lors de la saison 2015-2016, qui a abouti à la relégation des Addicks en troisième division anglaise.
Konsa s'impose en équipe première lors de la pré-saison de la saison 2016-2017 et fait ses débuts professionnels en tant que titulaire lors d'une défaite 1-0 au premier tour de la Coupe de la Ligue anglaise contre Cheltenham Town le 9 août 2016. Il est régulièrement utilisé tout au long de la saison 2016-2017 et termine la campagne avec trente-neuf apparitions. Il montre également sa polyvalence en jouant au poste de milieu de terrain et d'arrière latéral. Pour ses performances, Konsa est élu Jeune Joueur de l'année du club. En mars 2017, il signe un nouveau contrat de trois ans et est à nouveau régulièrement utilisé lors de la saison 2017-2018, disputant quarante-sept matchs alors que Charlton atteint les demi-finales des play-offs de la troisième division anglaise. Il quitte Charlton Athletic en juin 2018, après avoir disputé quatre-vingt-six matchs au cours de deux saisons et demie en tant que professionnel à The Valley.

#### Brentford
Le 12 juin 2018, Konsa déménage à travers Londres pour rejoindre le club de Brentford, qui évolue en deuxième division anglaise, avec un contrat de trois ans, avec une option d'un an, pour un montant non divulgué, rapporté à £2,5 millions. Il est titulaire en défense centrale tout au long de la saison 2018-2019 et marque le premier but de sa carrière en équipe première lors d'une victoire 3-0 contre Preston North End lors de la dernière journée.

#### Aston Villa
Le 11 juillet 2019, Konsa rejoint le club de Premier League nouvellement promu, Aston Villa. Ce transfert réunit Konsa avec Dean Smith, qui l'a recruté à Brentford un an plus tôt. Il marque lors de ses débuts pour Villa lors d'un match de Coupe de la Ligue anglaise contre Crewe Alexandra le 27 août 2019.
Le 21 janvier 2020, Konsa délivre une passe décisive pour Tyrone Mings qui permet de marquer le but victorieux lors d'une victoire 2-1 contre Watford. Il marque son premier but en Premier League le 16 juillet 2020 lors d'un match nul 1-1 à l'extérieur contre Everton.
Le 2 avril 2021, Konsa signe une prolongation de contrat avec Aston Villa jusqu'en 2026. Le 5 décembre 2021, Konsa marque deux fois lors d'une victoire 2-1 en Premier League contre Leicester City, devenant le premier défenseur à marquer deux buts lors d'un match de Premier League pour Aston Villa depuis 2010.
Le 15 mai 2022, Konsa subit une blessure au genou lors d'un match à domicile contre Crystal Palace. Les examens confirment qu'il manquerait les deux derniers matchs de la saison 2021–2022, mais il devrait être de nouveau opérationnel en août ou septembre 2022.
Konsa est revenu de sa blessure lors de la première journée de la saison 2022-2023 le 6 août 2022 et s'impose de nouveau comme un titulaire régulier pour Aston Villa.

### En équipe nationale

#### U20
Konsa fait partie de l'équipe d'Angleterre qui remporte la Coupe du monde des moins de 20 ans 2017, sa seule apparition dans le tournoi étant en tant que remplaçant à la 93e minute lors de la victoire 3-1 en demi-finale contre l'équipe d'Italie.

#### U21
Konsa est sélectionné en équipe d'Angleterre espoirs pour le Tournoi de Toulon 2018 et dispute deux matchs,. Il est remplaçant non-utilisé lors de la victoire 2-1 en finale contre le Mexique. Konsa a marqué son premier but international lors de sa quatrième sélection, lors d'une victoire 7-0 en qualification pour le Championnat d'Europe espoirs 2019 contre l'équipe des moins de 21 ans d'Andorre le 11 octobre 2018. Il a été sélectionné dans l'équipe pour les phases finales du Championnat d'Europe espoirs 2019, mais n'a disputé qu'un seul match, en tant que remplaçant lors du dernier match de groupe sans enjeu des Young Lions.

#### Avec l'équipe A
Le 23 mars 2024, Konsa honore sa première sélection avec l'équipe d'Angleterre en entrant en jeu lors d'un match amical contre le Brésil.
En juin 2024, il fait partie de la liste des vingt-six joueurs convoqués par Gareth Southgate pour disputer l'Euro 2024.

## Statistiques

### En club
| Saison                | Club                  | Championnat           | Championnat | Championnat | Championnat | Coupe nationale | Coupe nationale | Coupe nationale | Coupe de la Ligue | Coupe de la Ligue | Coupe de la Ligue | Compétition(s) continentale(s) | Compétition(s) continentale(s) | Compétition(s) continentale(s) | Compétition(s) continentale(s) | Play-offs | Play-offs | Play-offs | Total | Total | Total |
| Saison                | Club                  | Division              | M.          | B.          | P.d.        | M.              | B.              | P.d.            | M.                | B.                | P.d.              | Comp.                          | M.                             | B.                             | P.d.                           | M.        | B.        | P.d.      | M.    | B.    | P.d.  |
| 2016-2017             | Charlton Athletic     | League One            | 32          | 0           | 0           | 6               | 0               | 0               | 1                 | 0                 | 0                 | -                              | -                              | -                              | -                              | -         | -         | -         | 39    | 0     | 0     |
| 2017-2018             | Charlton Athletic     | League One            | 39          | 0           | 0           | 4               | 0               | 0               | 2                 | 0                 | 0                 | -                              | -                              | -                              | -                              | 2         | 0         | 0         | 47    | 0     | 0     |
| Sous-total            | Sous-total            | Sous-total            | 71          | 0           | 0           | 10              | 0               | 0               | 3                 | 0                 | 0                 | -                              | -                              | -                              | -                              | 2         | 0         | 0         | 86    | 0     | 0     |
| 2018-2019             | Brentford FC          | Championship          | 42          | 1           | 0           | 4               | 0               | 0               | 1                 | 0                 | 0                 | -                              | -                              | -                              | -                              | -         | -         | -         | 47    | 1     | 0     |
| Sous-total            | Sous-total            | Sous-total            | 42          | 1           | 0           | 4               | 0               | 0               | 1                 | 0                 | 0                 | -                              | -                              | -                              | -                              | -         | -         | -         | 47    | 1     | 0     |
| 2019-2020             | Aston Villa           | Premier League        | 25          | 1           | 2           | -               | -               | -               | 6                 | 1                 | 0                 | -                              | -                              | -                              | -                              | -         | -         | -         | 31    | 2     | 2     |
| 2020-2021             | Aston Villa           | Premier League        | 36          | 2           | 0           | -               | -               | -               | 1                 | 0                 | 0                 | -                              | -                              | -                              | -                              | -         | -         | -         | 37    | 2     | 0     |
| 2021-2022             | Aston Villa           | Premier League        | 29          | 2           | 0           | 1               | 0               | 0               | 1                 | 0                 | 0                 | -                              | -                              | -                              | -                              | -         | -         | -         | 31    | 2     | 0     |
| 2022-2023             | Aston Villa           | Premier League        | 38          | 0           | 0           | -               | -               | -               | 1                 | 0                 | 0                 | -                              | -                              | -                              | -                              | -         | -         | -         | 39    | 0     | 0     |
| 2023-2024             | Aston Villa           | Premier League        | 35          | 1           | 0           | 2               | 0               | 0               | 1                 | 0                 | 0                 | C4                             | 12                             | 0                              | 0                              | -         | -         | -         | 50    | 1     | 0     |
| 2024-2025             | Aston Villa           | Premier League        | 34          | 2           | 0           | 5               | 0               | 0               | -                 | -                 | -                 | C1                             | 11                             | 0                              | 0                              | -         | -         | -         | 50    | 2     | 0     |
| 2025-2026             | Aston Villa           | Premier League        | 1           | 0           | 0           | 0               | 0               | 0               | -                 | -                 | -                 | C3                             | 0                              | 0                              | 0                              | -         | -         | -         | 1     | 0     | 0     |
| Sous-total            | Sous-total            | Sous-total            | 198         | 8           | 2           | 8               | 0               | 0               | 10                | 1                 | 0                 | -                              | 23                             | 0                              | 0                              | 0         | 0         | 0         | 239   | 9     | 2     |
| Total sur la carrière | Total sur la carrière | Total sur la carrière | 311         | 9           | 2           | 22              | 0               | 0               | 14                | 1                 | 0                 | -                              | 23                             | 0                              | 0                              | 2         | 0         | 0         | 372   | 10    | 2     |

### En sélection nationale
| Saison                | Sélection             | Phases finales        | Phases finales | Phases finales | Phases finales | Éliminatoires | Éliminatoires | Éliminatoires | Ligue des nations | Ligue des nations | Ligue des nations | Matchs amicaux | Matchs amicaux | Matchs amicaux | Total | Total | Total |
| Saison                | Sélection             | Compétition           | M              | B              | Pd             | M             | B             | Pd            | M                 | B                 | Pd                | M              | B              | Pd             | M     | B     | Pd    |
| --------------------- | --------------------- | --------------------- | -------------- | -------------- | -------------- | ------------- | ------------- | ------------- | ----------------- | ----------------- | ----------------- | -------------- | -------------- | -------------- | ----- | ----- | ----- |
| 2023-2024             | Angleterre            | Euro 2024             | 3              | 0              | 0              | -             | -             | -             | -                 | -                 | -                 | 4              | 0              | 0              | 7     | 0     | 0     |
| 2024-2025             | Angleterre            | -                     | -              | -              | -              | 3             | 0             | 0             | 2                 | 0                 | 0                 | -              | -              | -              | 5     | 0     | 0     |
| Total sur la carrière | Total sur la carrière | Total sur la carrière | 3              | 0              | 0              | 3             | 0             | 0             | 2                 | 0                 | 0                 | 4              | 0              | 0              | 12    | 0     | 0     |

## Palmarès

### En sélection
- Angleterre -20 ans
  - Vainqueur de la Coupe du monde en 2017.
- Angleterre espoirs
  - Vainqueur du Festival international espoirs en 2018.